# Tương Dương (xã)
Tương Dương là một xã thuộc tỉnh Nghệ An, Việt Nam. Xã được hình thành trên cơ sở sáp nhập thị trấn Thạch Giám, xã Lưu Kiền và xã Xá Lượng của huyện Tương Dương trong đợt Sáp nhập tỉnh thành Việt Nam 2025.

## Địa lý
Xã Tương Dương có vị trí địa lý:
- Phía Đông giáp xã Tam Thái;
- Phía Nam giáp xã Tam Thái và xã Na Ngoi;
- Phía Tây giáp xã Chiêu Lưu và xã Na Ngoi;
- Phía Bắc giáp xã Lượng Minh và xã Yên Na.

Xã Tương Dương có diện tích tự nhiên 330,95 km².

## Hành chính và tên gọi
Xã Tương Dương được thành lập theo Nghị quyết số 1678/NQ-UBTVQH15 của Ủy ban Thường vụ Quốc hội Việt Nam, ban hành ngày 16 tháng 6 năm 2025. Theo đó, sắp xếp toàn bộ diện tích tự nhiên, quy mô dân số của thị trấn Thạch Giám, xã Lưu Kiền và xã Xá Lượng thuộc huyện Tương Dương trước đây thành một xã mới có tên gọi là xã Tương Dương.
Trước đó, theo Đề án sắp xếp đơn vị hành chính cấp xã tỉnh Nghệ An, xã này là xã Tương Dương 3.
Sau sắp xếp xã có diện tích tự nhiên: 330,95 km², quy mô dân số: 18.479 người.